# Frederick (Dakota del Sud)
Frederick è una città della contea di Brown, Dakota del Sud, Stati Uniti. La popolazione era di 199 abitanti al censimento del 2010. Sede dell'annuale Frederick Finn Fest, la città è parte dell'area micropolitana di Aberdeen.

## Geografia fisica
Secondo lo United States Census Bureau, ha un'area totale di 0,39 mi² (1,01 km²).

## Storia
Frederick era una città ferroviaria pianificata e venduta ai pionieri dalla Chicago, Milwaukee & St. Paul Railroad, che ne completò i binari il 12 settembre 1881. La sua griglia di isolati era allineata dalla bussola, con viali numerati che correvano da nord a sud, e strade numerate che corrono verso est-ovest. Main Street e Railway Avenue si intersecano al centro della rete. Incorporata il 21 giugno 1882, Frederick prese il nome dall'agente della ferrovia e addetto alle vendite Kustaa "Frederick" Bergstadius, un immigrato finlandese.

## Società

### Evoluzione demografica
Secondo il censimento del 2010, la popolazione era di 199 abitanti.

### Etnie e minoranze straniere
Secondo il censimento del 2010, la composizione etnica della città era formata dal 98,5% di bianchi, lo 0,0% di afroamericani, lo 0,0% di nativi americani, lo 0,5% di asiatici, lo 0,0% di oceanici, lo 0,0% di altre razze, e l'1,0% di due o più etnie. Ispanici o latinos di qualunque razza erano lo 0,0% della popolazione.